# Археографическая комиссия ВУАН
Археографи́ческая коми́ссия всеукраи́нской акаде́мии нау́к (ВУАН) — постоянная комиссия в составе историко-филологического отдела ВУАН, созданная для координации издания памятников этнографии, литературы и истории.

## Общие сведения
Археографическая комиссия ВУАН была создана в 1919 году. Её окончательное становление произошло в 1921, после объединения с Киевской археографической комиссией, члены которой составили основу первичного кадрового состава.
В 1936 году комиссия была преобразована в отдел археографии института истории Украины.

## Некоторые члены комиссии
В разное время комиссией руководили такие учёные, как например, Дмитрий Багалей (1918—1919), Владимир Иконников (1921—1923), Михаил Грушевский (1924—1931). Организаторами научно-археографической работы комиссии выступили также, такие как Орест Левицкий, Николай Василенко, Вадим Модзалевский, Митрофан Довнар-Запольский, Владимир Перетц.

## Деятельность комиссии
Формы, типы, методики и концепция издания источников, в целом базировались на опыте предыдущих археографических комиссий. Предполагалось продолжить издание «Архива Юго-Западной России» с новым названием «Архив Украины». Общий объём публикаций комиссии составляет 15 томов непериодических и серийных изданий — «Украинский архив» и «Украинская археографический сборник», «Памятники украинской литературы». Комиссия разработала первые в украинской археографии, обобщающие методические принципы издание источников (1926). С начала 1930-х годов вместо изданий по древней и новой истории и культуры Украины, в планах комиссии ведущее место занимают тематические публикации по истории социально-экономического развития, «классовой борьбы» и «социалистического строительства».